# Chelone caeruleum
Chelone caeruleum là một loài thực vật có hoa trong họ Mã đề. Loài này được (Nutt.) Spreng. mô tả khoa học đầu tiên năm 1825.